# Bevaringsprogram Lund
Bevaringsprogram för Lund är en serie med böcker som beskriver Lunds stads bebyggelse och dess historia. 
Bevaringskommittén tillsattes 1975 av kommunstyrelsen med uppdraget att upprätta ett bevaringsprogram för Lunds stadskärna. Uppdraget har senare utökats att även omfatta bland annat de delar av staden utanför vallarna. Arbetet med stadskärnan avslutades 1985 och hade då resulterat i fyra publikationer. Den andra fasen i bevaringskommitténs arbete inleddes 1988 då inventeringen av bebyggelsen utanför stadskärnan startade. Därmed påbörjades ett arbete vars vikt framhölls redan i 1968 års inventering och som avslutades i och med publiceringen av den sjätte och sista delen av serien, Lund utanför vallarna II, 1996.
Följande volymer ingår i bevaringsprogrammet:
- Lunds stadskärna, Bevaringsprogram, Vårfru rote 1980,  ISBN 91-970375-0-8
- Lunds stadskärna, Bevaringsprogram, Clemens och Drottens rotar 1981, ISBN 91-970375-1-6
- Lunds stadskärna, Bevaringsprogram, Krafts rote 1983,  ISBN 91-970375-2-4
- Lunds stadskärna, Bevaringsprogram, Stadsbildens framväxt, Råd vid ombyggnad 1986
- Lund utanför vallarna Del I, 1991
- Lund utanför vallarna Del II, 1996